# Montivernage
Montivernage is een gemeente in het Franse departement Doubs (regio Bourgogne-Franche-Comté) en telt 27 inwoners (2009). De plaats maakt deel uit van het arrondissement Besançon.

## Geografie
De oppervlakte van Montivernage bedraagt 3,5 km², de bevolkingsdichtheid is dus 7,7 inwoners per km².

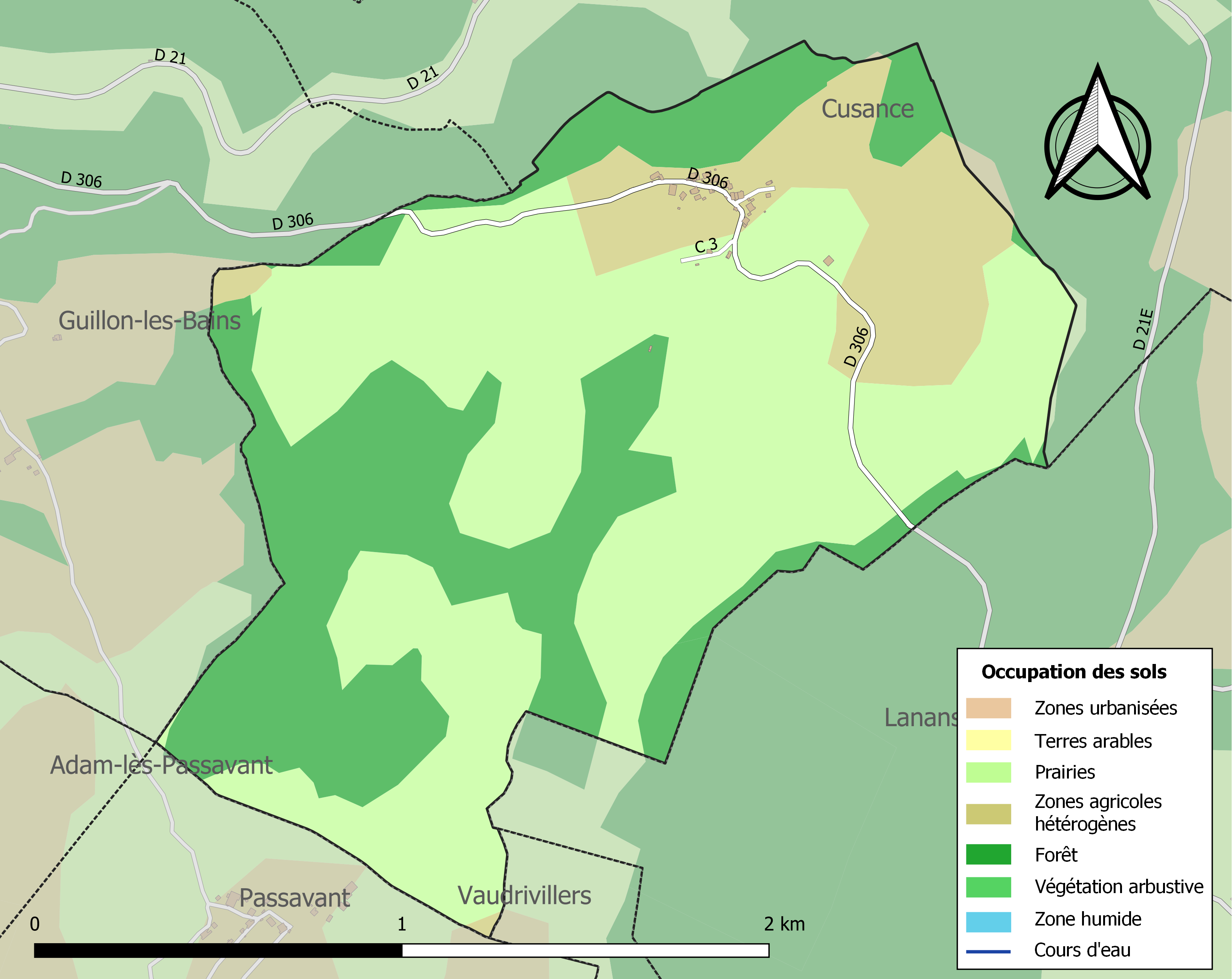
Kaart van de gemeente met de belangrijkste infrastructuur, bodemgebruik en omliggende gemeenten

## Demografie
Onderstaande figuur toont het verloop van het inwonertal (bron: INSEE-tellingen).